# IIHF Verdensmesterskabet Division II 2018
|  | Denne artikel eller sektion om sport er forældet eller ikke opdateret. Se artiklens diskussionsside eller historik. |

IIHF Verdensmesterskabet Division II 2018 er en international ishockeyturnering arrangeret af International Ice Hockey Federation, som en del af VM i ishockey 2018.
Gruppe A spilles i Tilburg, Holland, fra 23. til 29. april 2018. Gruppe B spilles i Madrid, Spanien, fra 16. til 22. april 2018.

## 2. division gruppe A
2. division gruppe A er fjerde niveau af VM-hierarkiet. Turneringen bliver spillet i Tilburg, Holland i perioden 23. - 29. april 2018 med deltagelse af seks hold, der spiller en enkeltturnering alle-mod-alle om én oprykningsplads til 1. division gruppe B og om at undgå én nedrykningsplads til 2. division gruppe B.
| Dato    | Kl. | Kamp | Res. | Perioder |
| ------- | --- | ---- | ---- | -------- |
| . april |     | –    | –    |          |
| . april |     | –    | –    |          |
| . april |     | –    | –    |          |
| . april |     | –    | –    |          |
| . april |     | –    | –    |          |
| . april |     | –    | –    |          |
| . april |     | –    | –    |          |
| . april |     | –    | –    |          |
| . april |     | –    | –    |          |
| . april |     | –    | –    |          |
| . april |     | –    | –    |          |
| . april |     | –    | –    |          |
| . april |     | –    | –    |          |
| . april |     | –    | –    |          |
| . april |     | –    | –    |          |

| Hold        | Kampe | Mål | Mål± | Point |
| ----------- | ----- | --- | ---- | ----- |
| Holland (N) | 0     | 0-0 | 0    | 0     |
| Australien  | 0     | 0-0 | 0    | 0     |
| Serbien     | 0     | 0-0 | 0    | 0     |
| Belgien     | 0     | 0-0 | 0    | 0     |
| Island      | 0     | 0-0 | 0    | 0     |
| Kina (O)    | 0     | 0-0 | 0    | 0     |

## 2. division gruppe B
2. division gruppe B er femte niveau af VM-hierarkiet. Turneringen bliver spillet i Madrid, Spanien i perioden 16. - 22. april 2018 med deltagelse af seks hold, der spiller en enkeltturnering alle-mod-alle om én oprykningsplads til 2. division gruppe A og om at undgå én nedrykningsplads til 3. division.
| Dato    | Kl. | Kamp | Res. | Perioder |
| ------- | --- | ---- | ---- | -------- |
| . april |     | –    | –    |          |
| . april |     | –    | –    |          |
| . april |     | –    | –    |          |
| . april |     | –    | –    |          |
| . april |     | –    | –    |          |
| . april |     | –    | –    |          |
| . april |     | –    | –    |          |
| . april |     | –    | –    |          |
| . april |     | –    | –    |          |
| . april |     | –    | –    |          |
| . april |     | –    | –    |          |
| . april |     | –    | –    |          |
| . april |     | –    | –    |          |
| . april |     | –    | –    |          |
| . april |     | –    | –    |          |

| Hold           | Kampe | Mål | Mål± | Point |
| -------------- | ----- | --- | ---- | ----- |
| Spanien (N)    | 0     | 0-0 | 0    | 0     |
| New Zealand    | 0     | 0-0 | 0    | 0     |
| Israel         | 0     | 0-0 | 0    | 0     |
| Nordkorea      | 0     | 0-0 | 0    | 0     |
| Mexico         | 0     | 0-0 | 0    | 0     |
| Luxembourg (O) | 0     | 0-0 | 0    | 0     |